# Лола Бланк
Кандис Мелонакос, познатија као Лола Бланк (Аугзбург, 20. децембар 1987) је америчка певачица, текстописац, редитељка, писац и глумица. Као музичарку, часопис Плејбој прогласио ју је за „звезду у успону”. Написала је песму Ooh La La, једну од најпознатијих коју је извела певачица Бритни Спирс.
Појавила се у неколико ТВ серија, укључујући Америчка хорор прича: Хотел, писала за магазин Вајс о бројним темама, укључујући агеизам у музичкој индустрији и своје искуство са веровањем у култног вођу.
Бланцкова је 2019. године основала „Фатал колектив”, женски колектив хорор филмова. Њихов дебитантски антологијски краткометражни филм Bleed нашао се на великом броју филмских фестивала, такође освојио награду за најбољег редитеља за филмска достигнућа на ФилмКвесту.

## Биографија
Бланкова је рођена 20. децембра 1987. године у Баварији, а одрасла је на фарми у Фримонту, Мичиген. Отац јој је био Мормони, грчко-америчког порекла и радио је за Централно обавештајну агенцију, док је је мајка била мотивациони говорник. Провела је већи део свог детињства пишући песме и наступајући као вентрилоквист и аукционар са мајком и братом, који су изводили магију и уметност бекства.
Пре него што је постала тинејџерка, Бланкову мајку је на мети имала религиозна варалица која се представала као прирок и који се играо њеним веровањима. Бланкова је пронашала њихова писма и веровала је у њега; била је привремено одвојена од мајке, која је била приморана на трговину људима све док је саучесник који се променио није спасио. Одмах су се поново окупили. На крају се Лола преселила у Лос Анђелес, да би се бавила музиком са пуним радним временом.

## Каријера
Током музичке каријере сарађивала је са кантауторима и продуцентима као што су TheFatRat, Џон Левин, Џими Хари, Амо, Фернандо Гарибеј и други. Првобитно је са Франциском Хол и продуцентом Амом написала сингл Ooh La La, који је отпевала Бритни Спирс, а који је требао да буде за сопствени пројекат Лоле. Када је ту песму чуо ДР. Лук, помислио је да би било савршено да га отпева Бритни Спирс, што је и урађено.
Бланкова је наступала у ТВ емисијама и серијама као што су Америчка хорор прича: Хотел и CBS серији Живот у миру, глумила је у неколико инди кратких филмова. Године 2011. била је у улози зеленооке девојке у филму Лаж, режисера Џошуе Леондарда из 2015. године. Глумила је такође у филму Рвање није рвање, Макса Ландиса.
Бланкова је фотографисана и снимана за бројне модне марке и брендова, укључујући Вера Ванг, Make Up For Ever, Pinup Girl Clothing и Lime Crime Makeup. Јутјуберка Мајкл Пен искористила је неколико песама Бланкове (Shangri-La, April Fools, и Bad Tattoo) за њене видео снимке. Такође се појавила у бројним музичким спотовима, у главној улози у споту Lights бенда Интерпол и у споту Prisoner of the Night групе Tiger Army. Појавила се и у споту за песму Sexu and I Know It, групе LMFAO, као и у Halfway Gone, бенда Lifehouse.